# 사포딜라
사포딜라(영어: sapodilla, 학명: Manilkara zapota 마닐카라 자포타[*])는 사포테과의 과일 나무이다. 열매는 사포테라 불리는 과일의 하나로, 작은사포테(스페인어: zapotilla 사포티야[*]), 치코사포테(스페인어: chicozapote), 치클레(스페인어: chicle), 니스페로(스페인어: níspero), 네이즈베리(영어: naseberry) 등의 이름으로도 알려져 있다. 원산지는 과테말라, 니카라과, 멕시코, 벨리즈 등 북·중미 지역이다.

## 사진

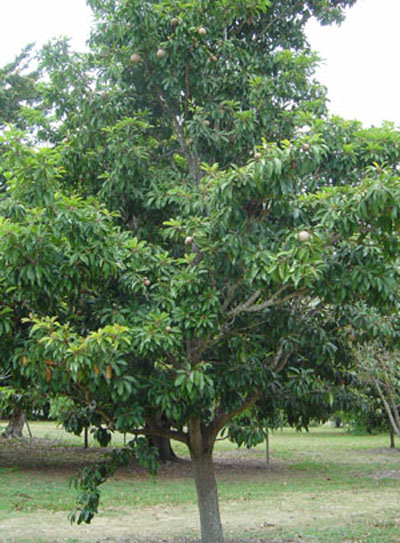
나무
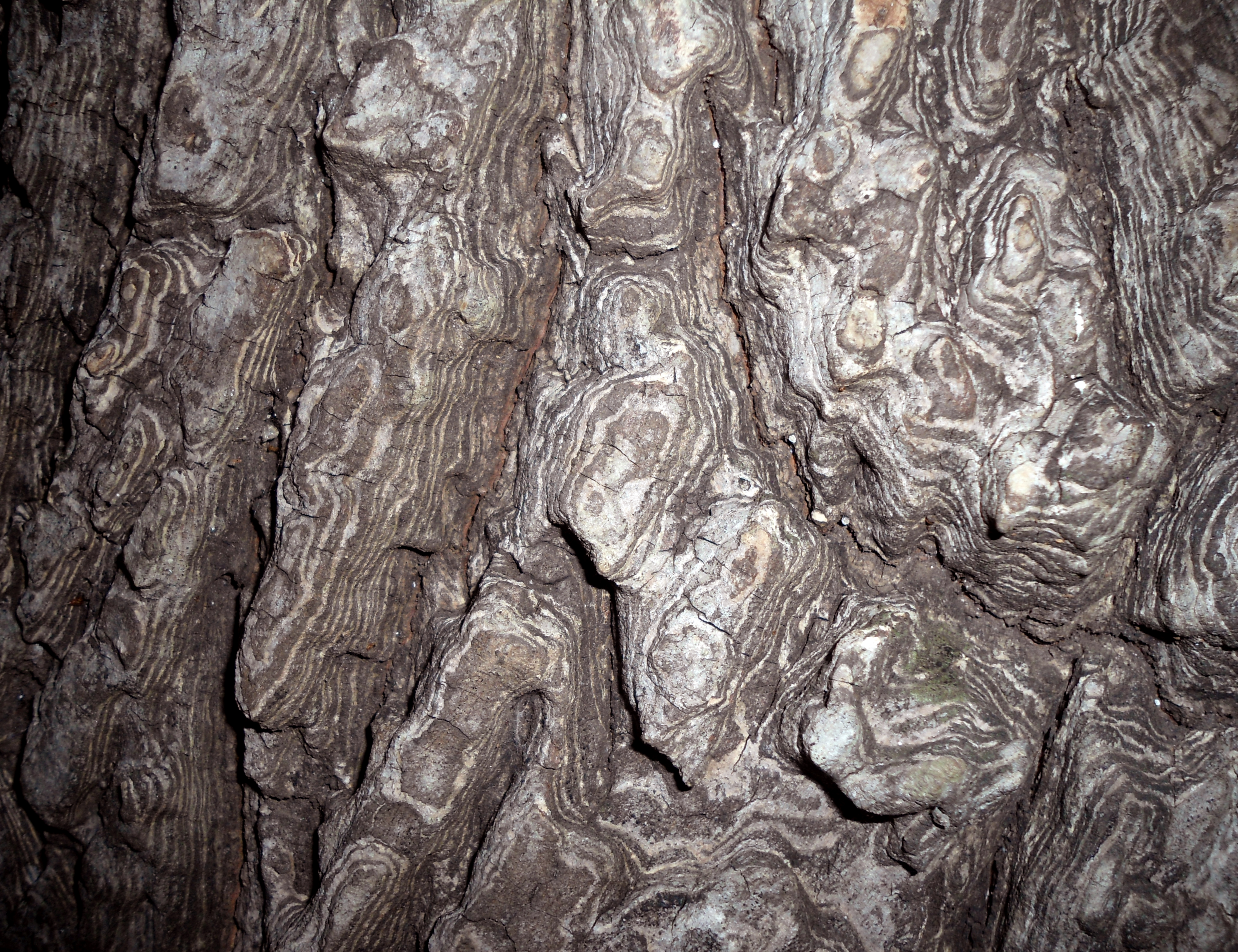
나무줄기
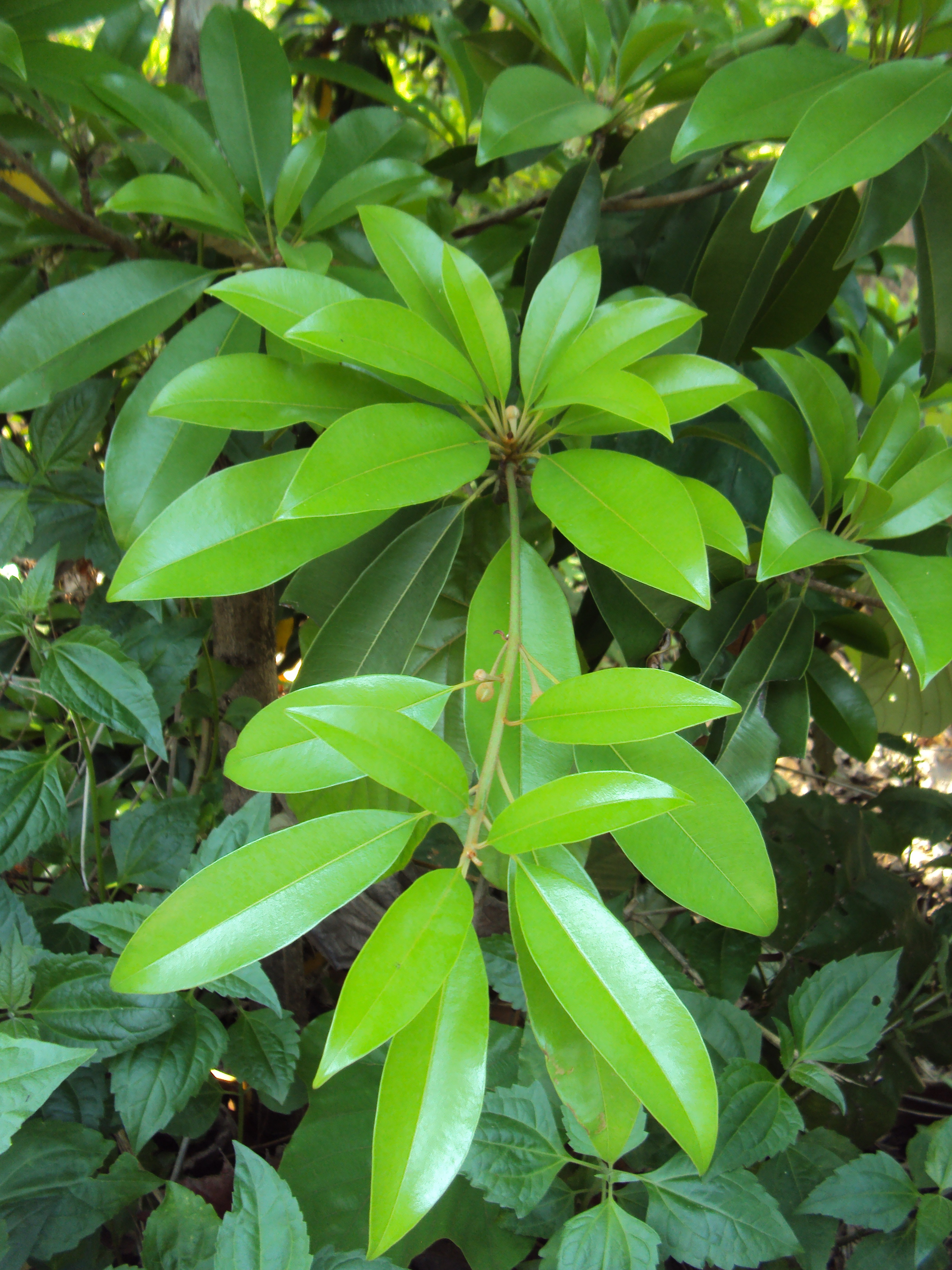
잎
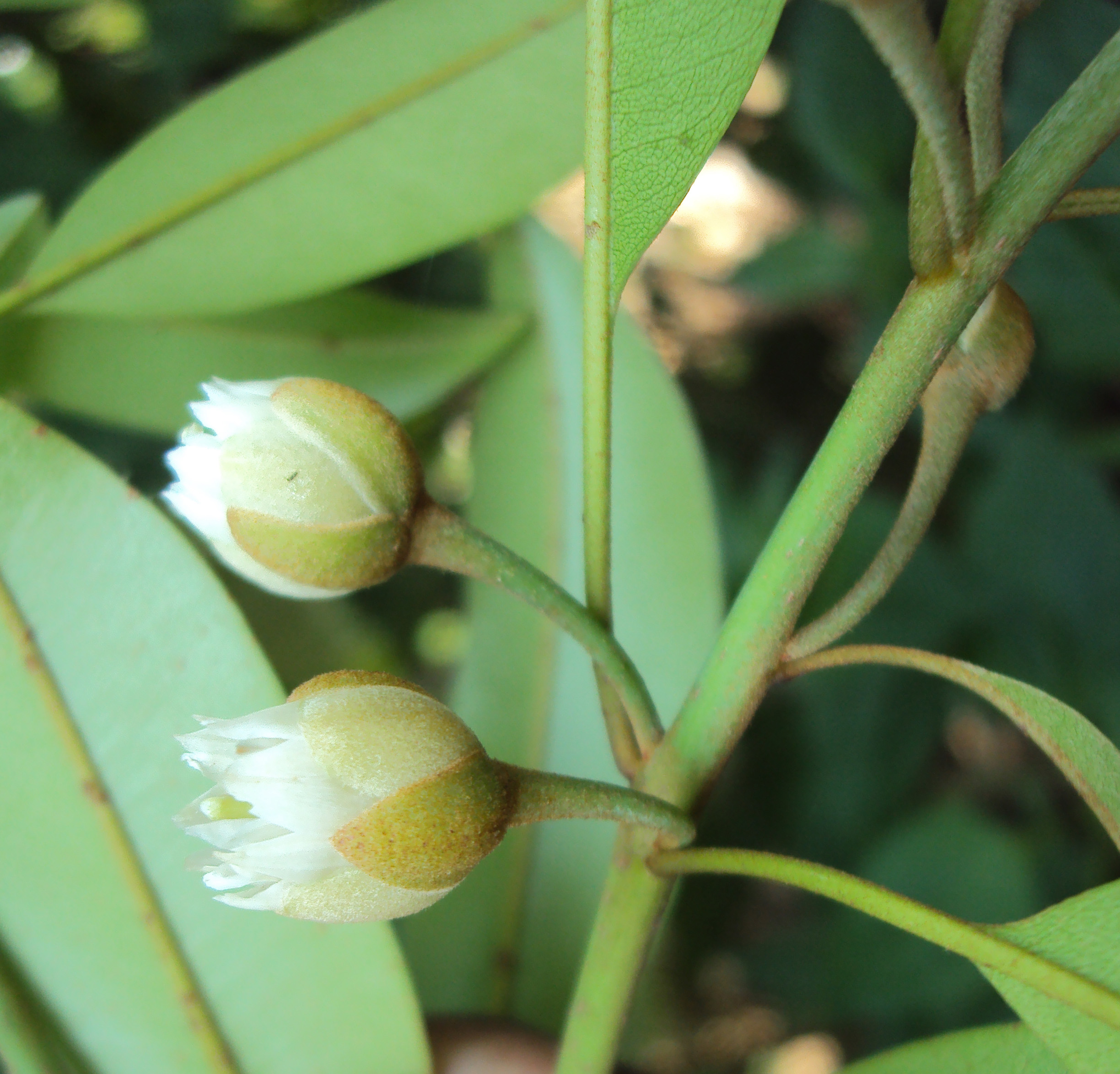
꽃
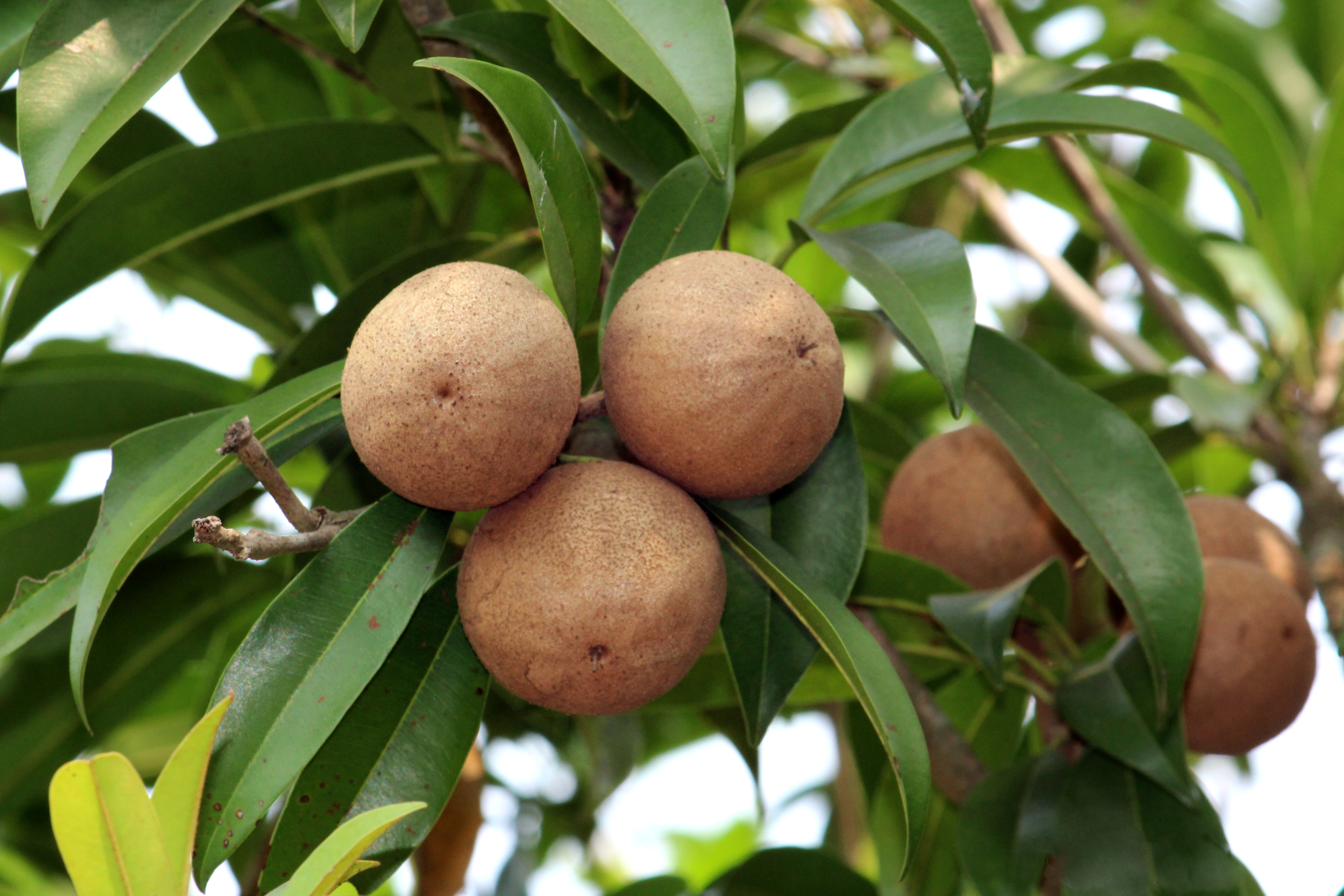
열매
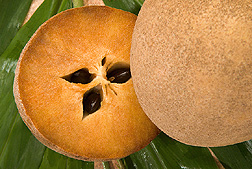
열매 단면 (가로)
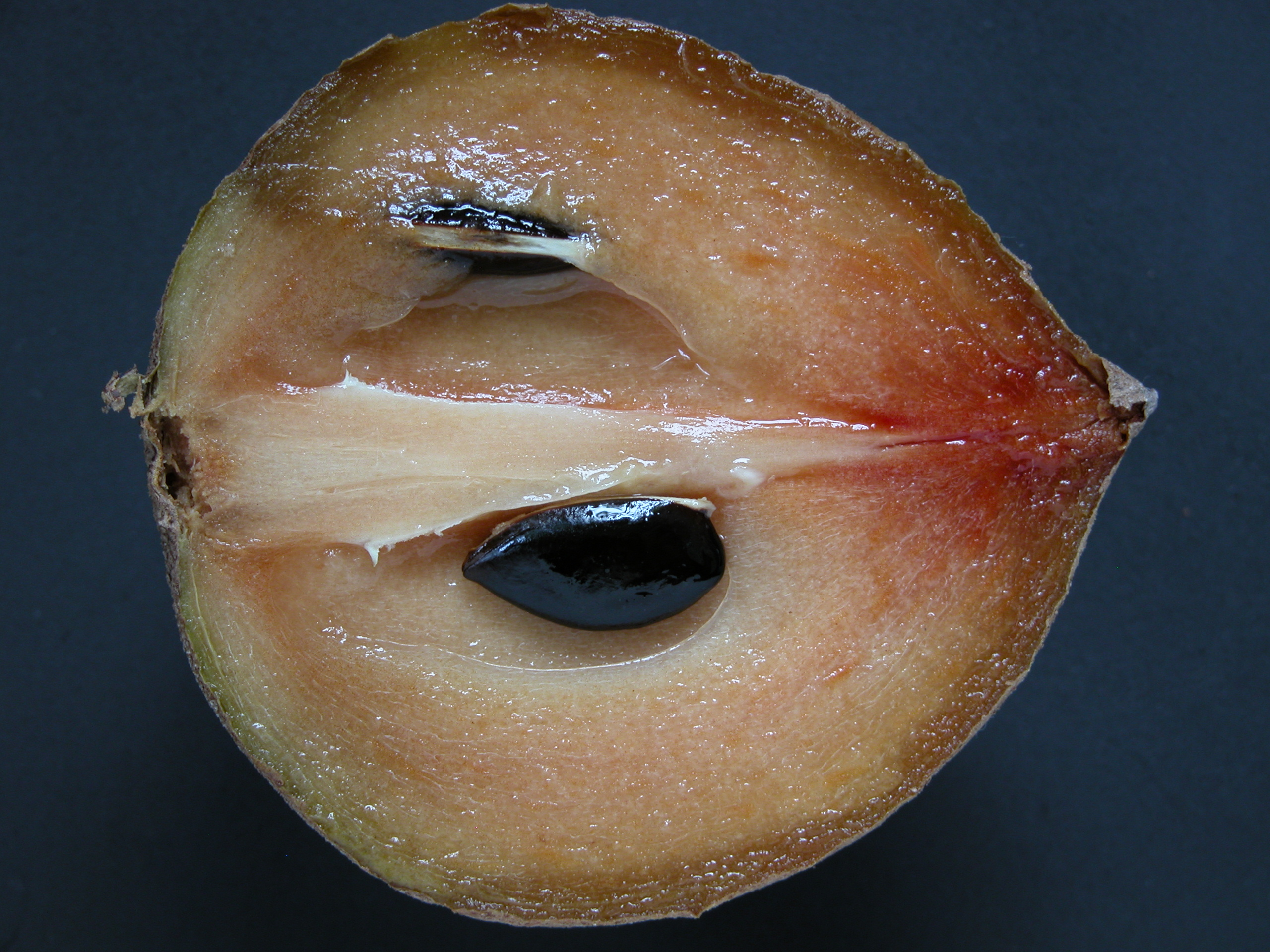
열매 단면 (세로)
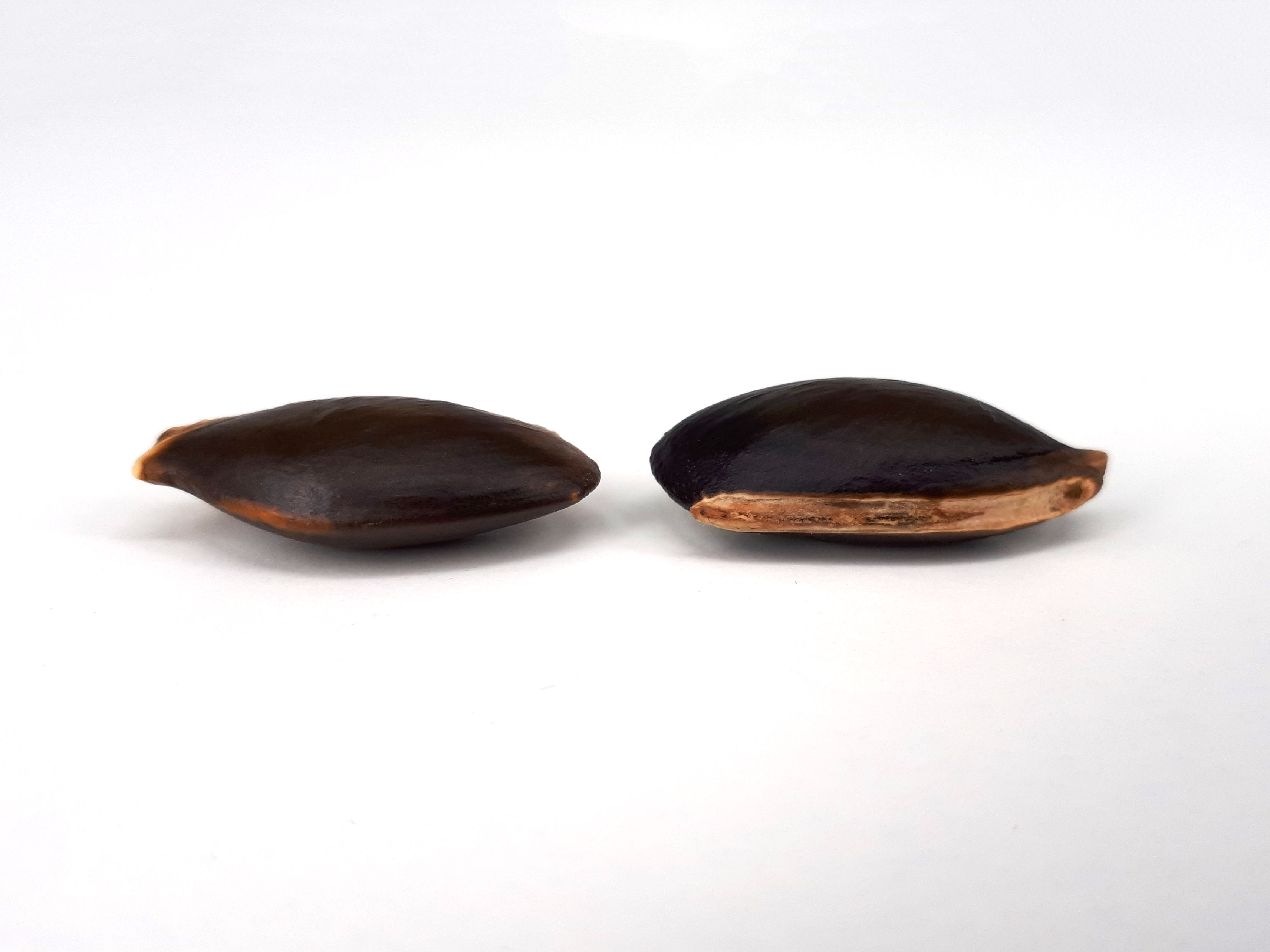
씨

## 같이 보기
- 사포테